# قرار مجلس الأمن التابع للأمم المتحدة رقم 295
اعتُمد قرار مجلس الأمن التابع للأمم المتحدة رقم 295، بالإجماع في 3 أغسطس 1971. وبعد تلقي رسالة من الممثل الدائم لغينيا، وهو دولة يرأسها أحمد سيكو توري، أكد المجلس سلامة أراضي الدولة واستقلالها وقرر إرسال بعثة من ثلاثة أعضاء في المجلس إلى غينيا للتشاور مع السلطات وتقديم تقرير عن الوضع على الفور. وكان من المقرر تعيين البعثة بعد التشاور بين رئيس المجلس والأمين العام.
وجاء طلب هذا القرار من حكومة غينيا بعد سلسلة من التوغلات عبر الحدود التي قامت بها الحكومة الاستعمارية بقيادة البرتغاليين لغينيا البرتغالية في أوائل عام 1971، ضد الحزب الأفريقي من أجل استقلال غينيا والرأس الأخضر وقواعد حرب العصابات المستقلة في غينيا ونظام البلاد الذي كان يدعم ويؤمن المأوى لقادتهم. جاء هذا بدوره بعد عام من غزو العاصمة الغينية كوناكري (عملية البحر الأخضر) في 22 نوفمبر 1970 من قبل القوات بقيادة البرتغال التي أنقذت أسرى الحرب البرتغاليين ودمرت الأصول العسكرية للمقاتلين. توقفت هذه الهجمات، لكن التوترات الحدودية استمرت حتى استقلال غينيا بيساو في 10 سبتمبر 1974 بسبب أحداث ثورة القرنفل في لشبونة في 25 أبريل 1974.

## روابط خارجية
- نص القرار في undocs.org